# Saprosites parallelicollis
Saprosites parallelicollis är en skalbaggsart som beskrevs av Bordat 1990. Saprosites parallelicollis ingår i släktet Saprosites och familjen Aphodiidae. Inga underarter finns listade i Catalogue of Life.